# O Diário de Litat
O Diário de Litat é um livro escrito pelo escritor brasileiro Claudemir de Oliveira, que foi lançado em 2012, pela editora Novo Século sobre o selo: Novos talentos da Literatura Brasileira.